# Percy Dearmer
Percival Dearmer, né le 27 février 1867 à Kilburn et mort le 29 mai 1936 à Westminster, est un prêtre et liturgiste anglais.

## Publications
- (en) Christian Socialism and Practical Christianity, Londres, The Clarion, Ltd., 1897.
- (en) The Parson's Handbook, Londres, Grant Richards, 1899.
- (en) The Cathedral Church of Wells : A Description of Its Fabric and a Brief History of the Episcopal See, Londres, G. Bell and Sons, 1899.
- (en) The Cathedral Church of Oxford : A Description of Its Fabric and a Brief History of the Episcopal See, Londres, G. Bell and Sons, 1899.
- (en) The Little Lives of the Saints, Londres, Wells, Gardner, Darton and Co., 1900.
- (en) Highways and Byways in Normandy, Macmillan, 1900.
- (en) The English Liturgy, 1903.
- Loyalty to the Prayer Book, 1904
- (en) Éd., The English Hymnal, 1906.
- (en) The Training of a Christian According to the Prayer Book and Canons, Londres, A. R. Mowbray, 1906.
- Socialism and Christianity, London, Fabian Society, coll. « Fabian Tract No 133 », 1907 (lire en ligne)
- The Ornaments of the Ministers, London, A. R. Mowbray, 1908 (lire en ligne)
- (en) Socialism and Religion, Londres, A. C. Fifield, 1908.
- (en) The Reform of the Poor Law, Londres, A. R. Mowbray, 1908.
- (en) Body and Soul : An Enquiry into the Effect of Religion on Health, New York, E. P. Dutton, 1909.
- (en) Everyman's History of the English Church, Londres, Mowbray, 1909.
- P. Dearmer, Fifty Pictures of Gothic Altars, London, Longmans, Green & Company, 1910 (lire en ligne)
- (en) The Church and Social Questions, Londres, A. R. Mowbray, 1910.
- (en) The Prayer Book : What It Is and How We Should Use It, Londres, A. R. Mowbray, 1910.
- (en) Reunion and Rome, Londres, A. R. Mowbray, 1911.
- Is "Ritual" Right? Londres, A. R. Mowbray, 1911.
- (en) The Dragon of Wessex : A Story of the Days of Alfred, Londres, A. R. Mowbray; Milwaukee, The Young Churchman Co., 1911.
- (en) Everyman's History of the Prayer Book, Londres, Mowbray, 1912.
- (en) Illustrations of the Liturgy, being Thirteen Drawings of the Celebration of the Holy Communion in a Parish Church, by Clement O. Skilbeck, Milwaukee, The Young Churchman, 1912.
- (en) The English Carol Book  (with Martin Shaw). 1913.
- (en) False Gods, Londres, A. R. Mowbray, 1914.
- (en) Is "Ritual" Right? Londres, Mowbray, 1914.
- Monuments and Memorials 1915
- (en) Russia and Britain, Oxford University Press, 1915.
- (en) Patriotism and Fellowship, Londres, Smith, Elder, 1917.
- (en) The Art of Public Worship, Bohlen Lectures, 1919.
- (en) The English Carol Book (with Martin Shaw), 2nd ed. 1919.
- (en) The Power of the Spirit, Oxford University Press, 1919.
- (en) The Communion of Saints, Londres, A. R. Mowbray, 1919.
- The Chalice and Paten, Londres, The Warham Guild, 1920
- (en) The Church at Prayer and the World Outside, Londres, James Clarke, 1923.
- (en) Eight Preparations for Communion, Londres, SPCK, 1923.
- (en) Songs of Praise (avec Martin Shaw & Ralph Vaughan Williams), Oxford University Press, 1925.
- (en) The Two Duties of a Christian : For the Use of Enquirers and Teachers, Cambridge : W. Heffer and Sons, 1925.
- (en) The Lord's Prayer and the Sacraments : For the Use of Enquirers and Teachers, Cambridge : W. Heffer and Sons, 1925.
- (en) Belief in God and in Jesus Christ, Londres, SPCK, 1927.
- Percy Dearmer, The Truth about Fasting : With Special Reference to Fasting Communion, London, Rivingtons, 1928 (lire en ligne)
- (en) The Sin Obsession, Londres, E. Benn, 1928.
- (en) The Oxford Book of Carols (avec Martin Shaw & Ralph Vaughan Williams). Oxford University Press, 1928.
- (en) The Resurrection, the Spirit, and the Church, Cambridge, W. Heffer, 1928.
- Lecture Notes for Lantern Slides Warham Guild, 1929.
- (en) The Legend of Hell : An Examination of the Idea of Everlasting Punishment, Londres, Cassell, 1929.
- (en) The Communion Service in History, Londres, Church Assembly, 1929.
- (en) The Eastern Origins of Christian Art and Their Reaction upon History, Londres, Sampson Low, Marston and Co., 1929.
- Linen Ornaments of the Church (1929), digitised by Richard Mammana
- (en) The Sanctuary, A Book for Communicants, Londres, Rivingtons, 1930.
- (en) The Urgency of Church Art : "Spiritual Truth Conveyed by Means of the Outward", Londres, 1930.
- (en) The Escape from Idolatry, Londres, Ernest Benn, 1930.
- (en) Some English Altars, Introductory Note by Percy Dearmer. Londres, Warham Guild, 1930–1944?
- (en) Songs of Praise Enlarged Edition  (with Martin Shaw and Ralph Vaughan Williams) Oxford University Press, 1931.
- The Burse and the Corporals (1932)
- (en) The Server's Handbook, 3rd ed. Oxford University Press, 1932.
- (en) Christianity and the Crisis, Londres, Gollancz, 1933.
- (en) Songs of Praise Discussed, A Handbook to the Best-known Hymns and to Others Recently Introduced  (with Archibald Jacob) Oxford University Press 1933
- (en) Our National Church, Londres, Nisbet and Co., 1934.
- (en) Christianity as a New Religion, Londres, Lindsey Press, 1935.
- (en) Man and His Maker : Science, Religion and the Old Problems, Londres, SCM Press, 1936.